# 要出典

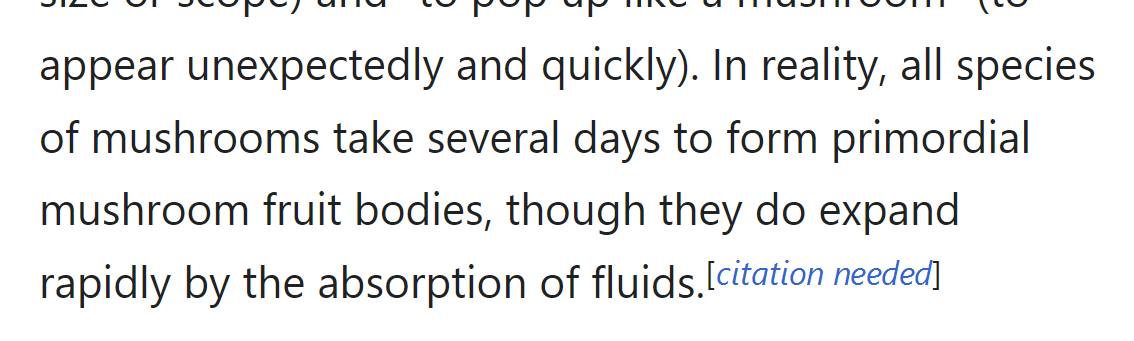
英語版ウィキペディアの記事に見られる「要出典テンプレート」の例

要出典（ようしゅってん、英: citation needed）とは、ウィキペディアにおいて、第三者が記事・記述等に関して事実確認や正確さに定評のある情報源による意見を出典として求めていることを編集者（情報の元の記載者でないこともある）に示すときの用語である。

## タグとテンプレート

ウィキペディアの内容に関する三大方針と相互の関係

ウィキペディアは情報の正確性と中立性を高めるため、記述の際には「根拠となる出典を示すこと」を利用者に求めており、例外なく「独自研究」が禁止されている。すなわち実在する一次資料から独自の解釈で構築される「トンデモ記事」を避けるために、個々の事実とされる記述のみならず、論証などについての二次資料を示すことが求められているのである。

メディアウィキの標準的な段階スタイルシートで表示された英語版の要出典タグ

要出典タグは {{要出典|date=2016年1月}}（英語ではかつて {{fact}}で、現在の{{citation needed|reason=Your explanation here|date=January 2016}}）と呼ぶテンプレート「Template:要出典」を使用することで、ウィキペディアの記事上に表示する。この時、「date=」以降を書かないと「エラー: タグの貼り付け年月を「date=yyyy年m月」形式で記入してください。間違えて「date=」を「data=」等と記入していないかも確認してください。」という警告が赤で出る。また、使用するに際しては、参照できる出典が示されていない疑わしい記述の隣に置くことを推奨している。スタイルとしては、脚注を挿入する場合と同じように、上付き文字で[要出典]という一語を追加し、有効な出典の必要性を解説したページへのハイパーリンクを同時に設定する。そして内部では、その項目を出典が必要な記事としてメンテナンス用カテゴリにリストアップする。なお、この「要出典」テンプレートは、オーストラリアのウィキペディアンであるクリス・シャーロック（Chris Sherlock、アカウント名は"Ta bu shi da yu"）が2005年6月に開発したものである。

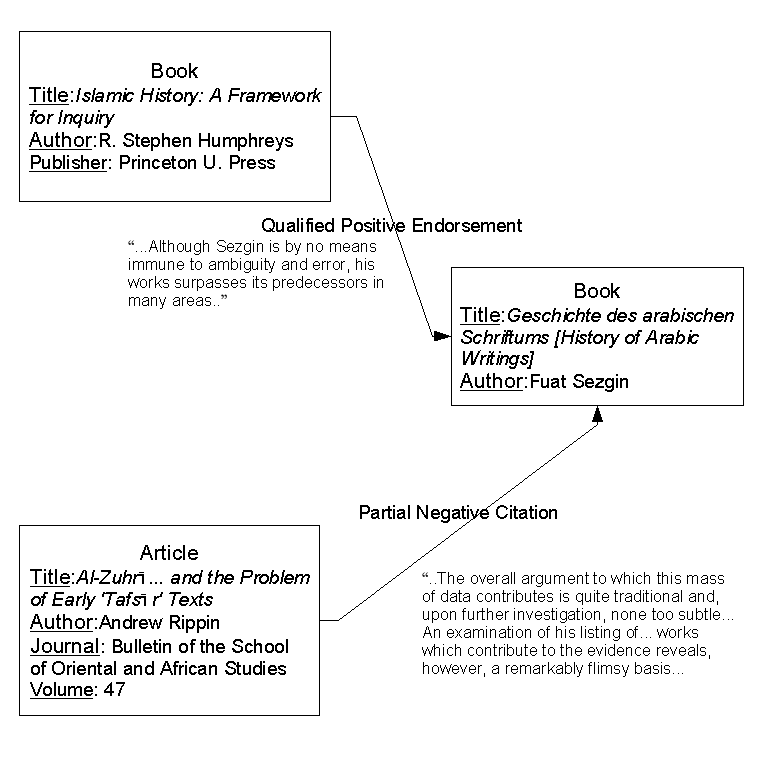
引用 / 典拠の関係を示したテキストマップ

このように視覚的にもわかりやすいマークを使うことで、情報源を必要としているテキストだということがすぐにわかる上に、ウィキペディア内でカテゴリ化されるので、そういった記事に目を光らせることができる。英語版ウィキペディアの記事を例にとると、2009年8月の時点で、全体の5%強にあたる約15万5千記事の1つないし複数の章節で出典を要求している。それ以前の状況を見てみると、2008年10月には12万5千前後の記事で用いていた。その14か月前の2007年8月になると、7万5千を僅かに上回る程度しかなかった。

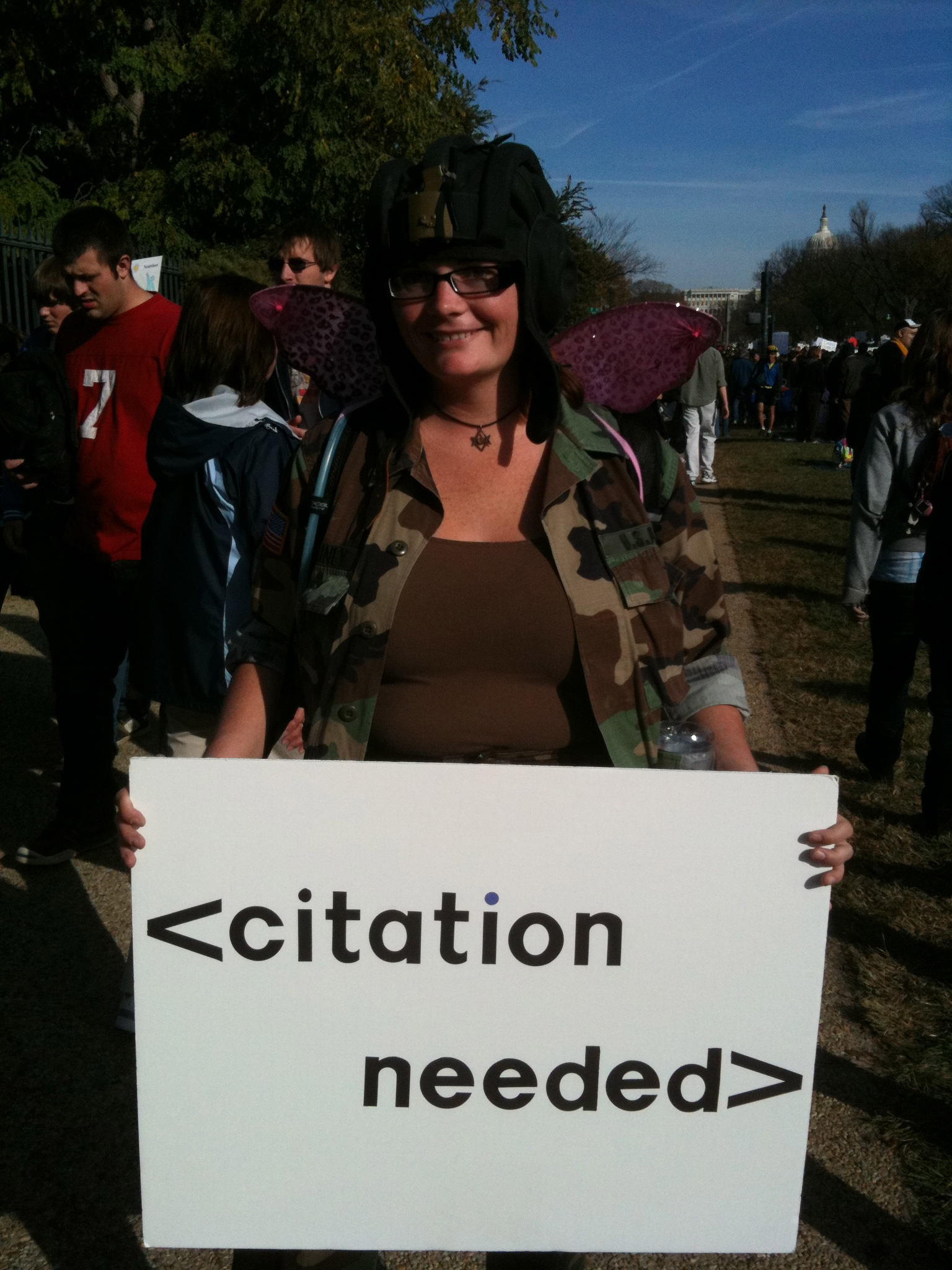
2010年の「正気を取り戻せ」集会に持ち寄られたプラカード

「要出典」に相当するテンプレートは、非英語版のウィキペディアでも広く使用されている。ウィキペディア日本語版でも、この「要出典」を始めとしたテンプレートは「かなり厳しく付けられるという傾向」が見られるようになったので、「編集初心者が参加しにくくなる」などの事態が発生した。全体で2番目の規模を誇るドイツ語版ウィキペディアは、その例外として知られている。
一方でニューヨーク・タイムズが言及しているように、半ば偏執的に出所不明の記述を「パトロール」してこのテンプレートを付与してまわる「神経質な編集者」もウィキペディアには存在する。

## ウィキペディア外での使用例

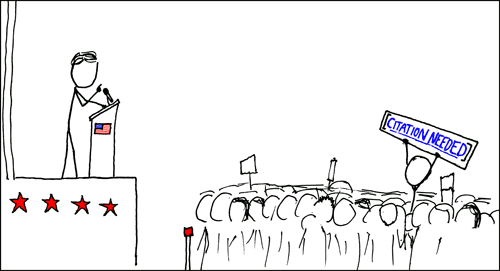
xkcdの「ウィキペディアな抗議者」

このテンプレートを模した横断幕は、たびたびデモ活動にも登場する。いくらかおどけたものではあったが、2010年の後半に「正気を取り戻せ」集会で使用され、2011年2月にはベルリンで行われたドイツ国防相カール＝テオドール・ツー・グッテンベルクに対する抗議デモに―より真面目な形で―使われている。
2007年6月4日、ウェブコミックのxkcdは、政治演説の最中に「要出典」をプラカードとして掲げて、政治家による「おかしな発言」に対して抗議の声を挙げる「ウィキペディアな抗議者」 (Wikipediatic protester) を発表して話題となった。
また、この英語の「要出典」は、正確性に対するウィキペディアの方針に注意を喚起するユーモラスなTシャツのロゴとしても使われたことがある。